# BSA Dandy
De BSA Dandy was een lichte scooter die het Britse merk BSA produceerde van 1956 tot 1962.

## Voorgeschiedenis
BSA was al rond 1940 begonnen met de ontwikkeling van een scooter, maar het uitbreken van de Tweede Wereldoorlog en de productie van grote aantallen BSA W-M20's voor het leger zette die ontwikkeling op een laag pitje. Toch werd er nog wel gewerkt aan de BSA Dinghy-scooter, maar ze kwam nooit in productie. In 1954 begon een team onder leiding van hoofdingenieur Bert Hopwood opnieuw aan de ontwikkeling, dit keer van twee verschillende scooters: de BSA Beeza met een 200cc-zijklepmotor, cardanasaandrijving en startmotor en de BSA Dandy met een 70cc-tweetaktmotor. Beiden werden aan het publiek gepresenteerd en van de Beeza stond zelfs al een verkoopprijs vast: 204 Pond. De machine kwam echter nooit in productie.

## BSA Dandy

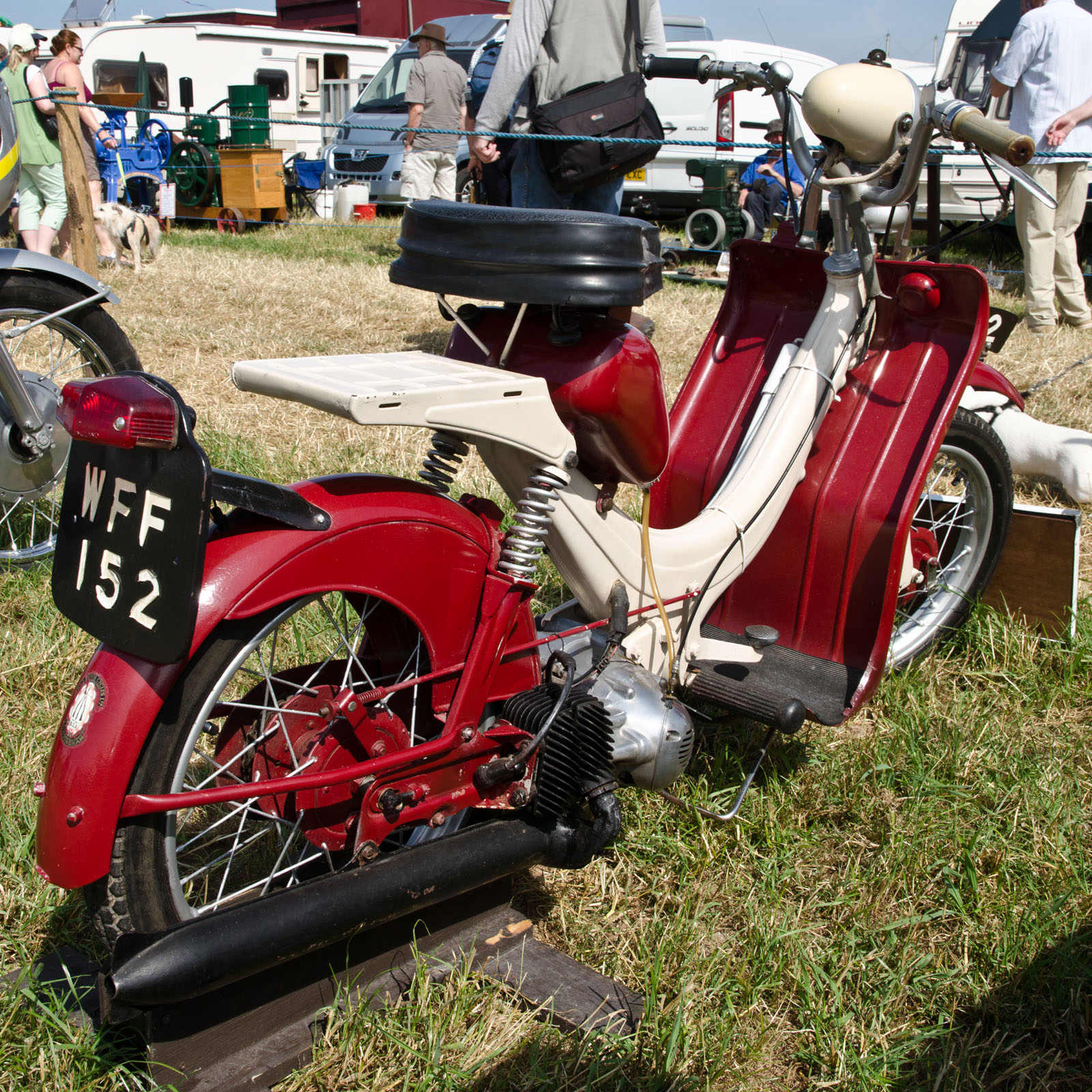
BSA Dandy uit 1958

De BSA Dandy was een soort kruising tussen een scooter en een bromfiets. Ze had een plaatstalen frame en een extra geperste staalplaat die de beenschilden en het voetenbord vormde. Voor zat een geduwde schommelvork, achter een bijna onzichtbare swingarm met twee opstaande delen die de schroefveren onder het zadel bereikten. Deze vering had geen schokdempers. De 70cc-tweetaktmotor lag rechts vlak voor het achterwiel, achterstevoren met de cilinder naar achteren wijzend. Het prototype werd gestart met een kickstarter of met een hendel. Dat laatste was wellicht wat vrouwelijker, want in advertenties werd de Dandy uitsluitend met vrouwelijke bestuursters getoond, waarmee de doelgroep duidelijk was. Bij het seriemodel was echter alleen de kickstarter gebleven. De machine had twee versnellingen en de prijs was slechts 74 pond. In 1962 werd de productie beëindigd, nadat er ongeveer 17.000 BSA Dandy's verkocht waren.
De BSA Dandy was haar kinderziekten niet te boven gekomen. Nadat het ontwerp door Bert Hopwood en Doug Hele was goedgekeurd, besloot BSA, inmiddels onder leiding van Edward Turner, om kosten te besparen door de cilinder en de cilinderkop, die voor aluminium ontworpen waren, te vervaardigen uit gietijzer. Het was weliswaar goedkoper, maar de warmtehuishouding werd erdoor verstoord.